# 出世大名家康くん
出世大名家康くん（しゅっせだいみょういえやすくん）は、静岡県浜松市のイメージキャラクター。

## 概要
市制100周年記念マスコットとして2011年（平成23年）に江戸幕府の初代将軍である徳川家康をモチーフとして誕生したキャラクターであり、ちょんまげはウナギ、羽織の紋はみかん
、袴はピアノ柄と浜松の特産品をあしらっている。顔の下側の黒い逆三角形は口ではなくあごひげであり、顔の中央にあるのが口である。
一人称は「拙者」で、「浜松は日本一良いとこじゃ。」が口癖。出世大名家康くんのセリフの吹き出しは「〜じゃ」を付けることとされている。同年の第82回都市対抗野球大会におけるキャラクター選手権では第4代チャンピオンとなり、2012年（平成24年）の「ゆるキャラグランプリ2012」では第7位を受賞した。
浜松市のキャラクターとしては2007年より赤塚不二夫の漫画のキャラクターである「ウナギイヌ」が【はままつ福市長】（『福』は赤丸に白抜き文字）として採用されていたが、2012年度末でマスコットキャラクターとしての契約を終了とし、「出世大名家康くん」と交代した。
2013年8月6日には、兜を被り口が「へ」の形になった「超やらまいかバージョン」を初披露している。兜を被ると喋れるようになるという設定で、「ゆるキャラグランプリ2013」の頂点を目指す「天下統一宣言」を肉声で行い、頂点を取れなかったときにはウナギのちょんまげを落として「出家大名家康くん」になると決意を表明した。
投票開始後は、票数が非表示となる直前の10月7日時点の暫定順位は2位に約10万票差となる首位独走状態となるが、市内全戸に配布する広報誌の見開きページに投票方法を記載して「毎日一票」を浜松市民に求めるなど、浜松市役所が中心となった活発な選挙活動が行われたことから「組織票」との批判の声も出た。そして11月24日発表の最終結果では栃木県の佐野市のゆるキャラであるさのまるが1位となり、出世大名家康くんは5万5670票差で2位となった。逆転敗北の理由について人間の選挙の専門家である松田馨も「最初に飛ばしすぎて2位に差をつけたことで組織の気が緩んでしまった」、「ネット上で組織票の批判が出て裏目に出た」との分析をしている。浜松市は2013年度の出世大名家康くんのPR関連事業に1700万円の予算を投入しているが、浜松市の鈴木康友市長は「費用対効果を考えれば相当な効果があった。家康くんの認知度も上がり、やっただけの結果はあったと思います」とコメントしている。
グランプリ前に公約していた「出家」は、浜松市内のうなぎ業界関係者から「ミカンもピアノも無事で、なぜウナギだけ」との声が上がっていたが、同年12月18日に東京都内のホテルでマスコミのみを招いた「断髪式」を行い、ミス浜松が演じる「おはま」がちょんまげを鋏で切り離し、うなぎから発せられる出世パワーが失われたことで再びしゃべれなくなってしまった。
その後、頭巾をかぶった出家姿で通常のイベント出演と並行して市内の養鰻場等で修行と称するパフォーマンスを行っていたが、浜名湖畔に立つ「うなぎ観音」より出世大名に復帰すべしとのお告げを受けたとして、翌年の1月17日に再びちょんまげのある「出世大名」へと復活した。本来はうなぎ観音前にて「復活の儀」を行う予定だったが浜松市内で児童905名が欠席する集団食中毒が発生したため、セレモニーも中止となった。
2014年のゆるキャラグランプリは投票方法が変わり、それまでのネット投票に発表会場となる愛知県の中部国際空港（セントレア）での現地投票も加わることになり、様子見のために出馬を見送り、歴代優勝キャラと共にイベントを盛り上げるアンバサダーとして活動した。だが、2015年は地元の浜松市でゆるキャラグランプリが開催されることになったため出世大名家康くんも出馬を表明した。
2015年のゆるキャラグランプリは、事前のネット投票では愛媛県のみきゃんに7000票の差を付けられ2位だった。しかし、地元開催だったことから現地投票では出世大名家康くんが4万9302票、みきゃんが4182票とみきゃんより10倍以上の票を獲得し、念願のグランプリとなった。

### 出世法師直虎ちゃん
2017年のNHK大河ドラマが浜松ゆかりの人物である井伊直虎を主人公とした『おんな城主 直虎』と決定したため、浜松市は井伊直虎をモチーフとした「井伊直虎ゆかりの地浜松」のマスコットキャラクターを2016年の3月16日～5月9日に公募し、同年7月6日に1,607作品の中から静岡市のデザイナーの作品「出世法師直虎ちゃん」を採用している。同年8月26日に浜松市内で開催された｢直虎フォーラムin浜松｣において着ぐるみがデビューした。
イベントでは、出世大名家康くんとのコンビで出演することが多い。

## 著作権・グッズ
「出世大名家康くん」の著作権は浜松市が保有しており、使用申請をして承認を受ければ誰でも使用可能で、商品化も可能。

## 露出メディア

### テレビ
- よしもと新喜劇（毎日放送） - 2011年10月29日放送分に浜松市長とともに出演。
- ピエール瀧のしょんないTV（静岡朝日テレビ） - 2013年1月31日放送分に県内のゆるキャラ達とともに出演。
- 世界ベスト・オブ・映像ショー（フジテレビ） - 2015年10月4日
- 第66回NHK紅白歌合戦（NHK総合・ラジオ第1） - 2015年12月31日

### テレビCM
- アサヒ飲料「十六茶」
- ウィルコム
- スズキ「新型アルト エコ」